# Prevlaka

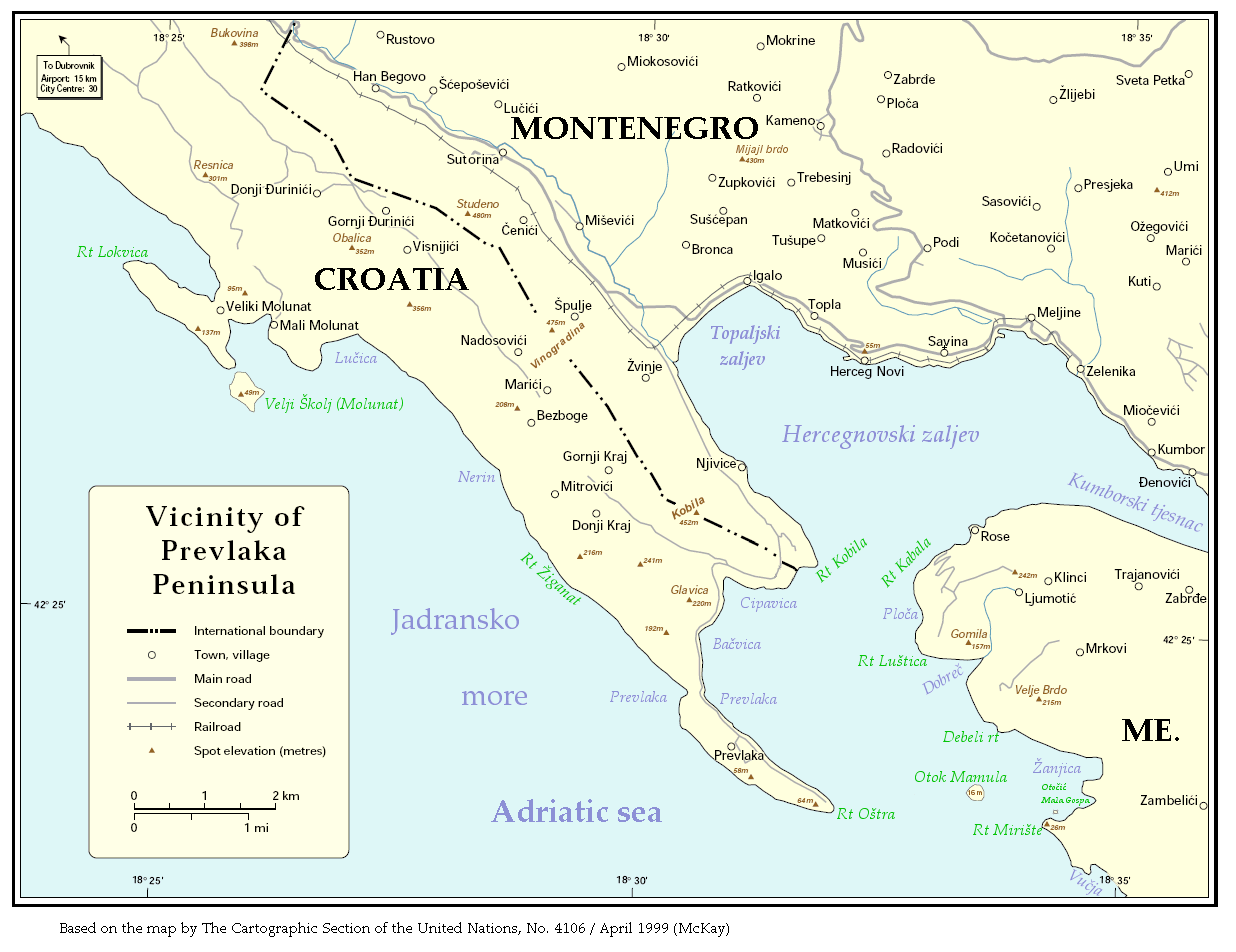
Karta som visar Prevlaka och omgivande område.

Prevlaka är en obebodd halvö i sydligaste Kroatien, vid inloppet till Kotorviken och den maritima gränsen till Montenegro. Halvön ligger i sydöstra Konavle och hör administrativt till Dubrovnik-Neretvas län. Den är Kroatiens sydligaste punkt på fastlandet.   
Prevlaka är föremål för en territoriell dispyt mellan Kroatien och Montenegro som gör anspråk på halvön. Enligt ett bilateralt avtal från år 2002 förvaltas och administreras halvön av Kroatien tillsvidare. De båda länderna har kommit överens om att låta den internationella domstolen i Haag lösa dispyten.

## Etymologi och namnformer

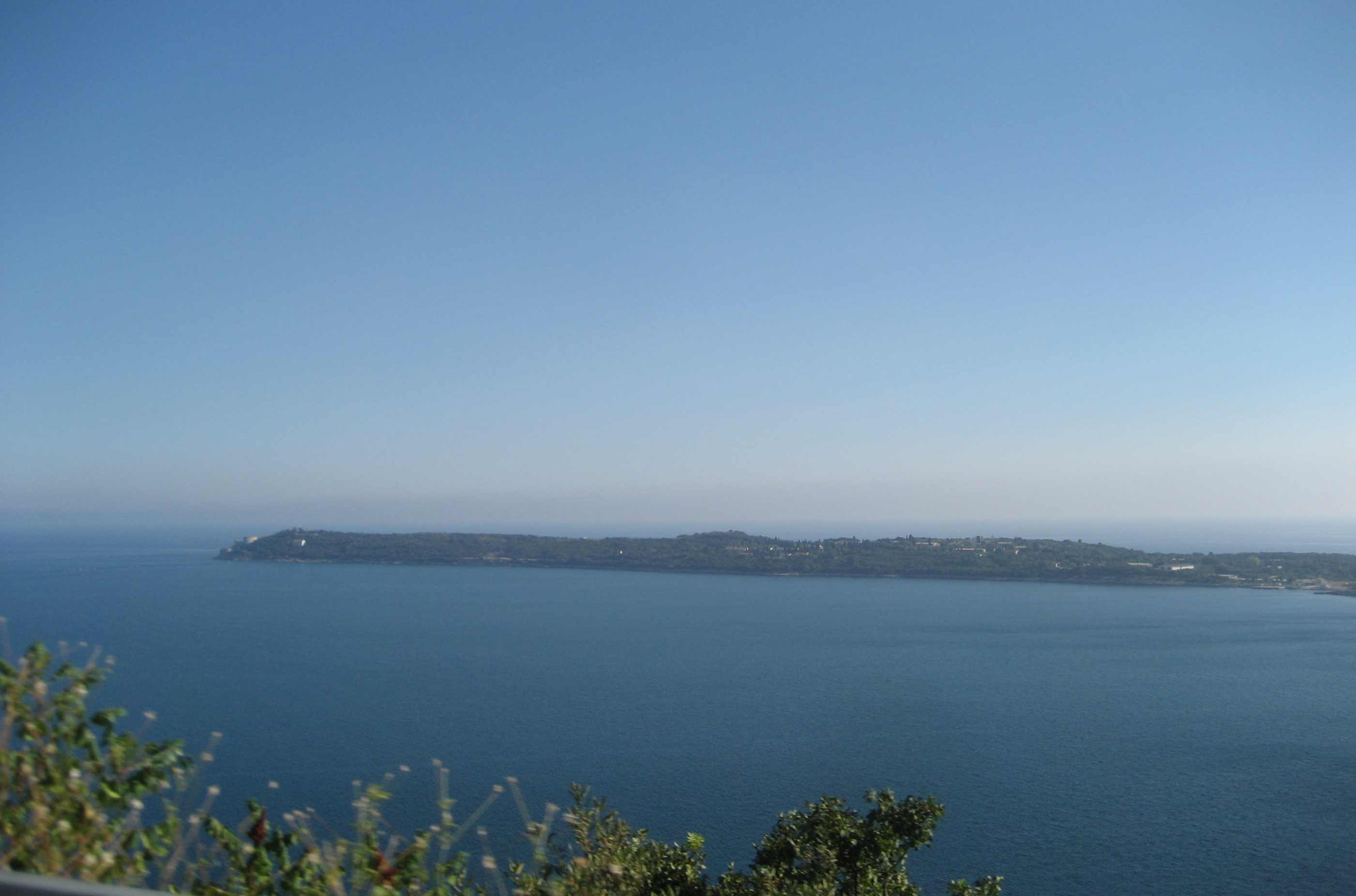
Utsikt mot Prevlaka.

Halvöns kroatiska namn "prevlaka" betyder mårka. Tidigare har halvön kallats Ponta Oštra eller bara Oštra efter dess sydspets Oštroudden (Rt Oštra). Halvöns historiska italienska namn är Pellegrino. Det italienska namnet för dess sydligaste udde är Punta di Pellegrino detta Ostra.

## Geografi
Den smala obebodda halvön är 2,5 km lång, 170–480 meter bred och täcker en yta om 93,33 ha. Den är som bredast (480 m) vid de centrala delarna och som smalast (170 m) vid sydspetsen som kallas Oštroudden. Udden är halvöns och tillika det kroatiska fastlandets sydligaste punkt. Prevlakas högsta punkt är Kupica som når 62 m ö.h. I norr avgränsas halvön av en "getingmidja" med en mindre vik på var sida. Dessa båda vikar heter Prevlaka och är upphovet till halvöns namn.

## Historia
Prevlaka har åtminstone sedan slutet av medeltiden varit en strategisk geografisk plats vid inloppet till Kotorviken och halvöns historia är till stora delar knuten till Konavle och republiken Dubrovniks historia.

### Medeltiden
Under medeltiden kontrollerades Konavle och Prevlaka av bosniska feodalherrar. Med hänvisning till det tidigare romersk-katolska Epidaurum-stiftets förvaltningsområde kom republiken Dubrovnik från år 1358 att göra anspråk på området. Efter långa förhandlingar med den bosniska adeln kunde Dubrovnik år 1419 köpa den östra delen av Konavle, inklusive halvön Prevlaka, av den bosniska adelsmannen Sandalj Hranić. År 1426 köpte republiken den västra delen av Konavle från den bosniske adelsmannen Radoslav Pavlović. Det nya territoriella förvärvet delades därefter upp mellan Dubrovniks adel och lokalbefolkningen. Då de tidigare bosniska härskarna inte var nöjda med överenskommelsen provocerade de fram en väpnad konflikt med Dubrovnik. De väpnade sammanstötningarna kallade Konavlekrigen ägde rum 1430–1433 och 1451–1454 med republiken Dubrovnik som segrare. År 1441, mellan perioderna av krig, lät Dubrovnik uppföra ett försvarsverk på Prevlakas sydspets med syfte att skydda lokalbefolkningen i Konavle från attacker. Den väpnade konflikten om Konavle pågick samtidigt som det muslimska Osmanska rikets expansion i sydöstra Europa vilket skulle leda till att det medeltida bosniska kungariket successivt kom att intas av osmanerna. Efter Konavlekrigen förstärkte och befäste Dubrovnik sin makt i området. Sedan det bosniska kungariket helt intagits av osmanerna skulle Konavle och Prevlaka fram till Dubrovniks upplösning år 1808 komma att utgöra republikens sydöstra gräns mot Osmanska riket.          

### Fransk ockupation och österrikisk administration

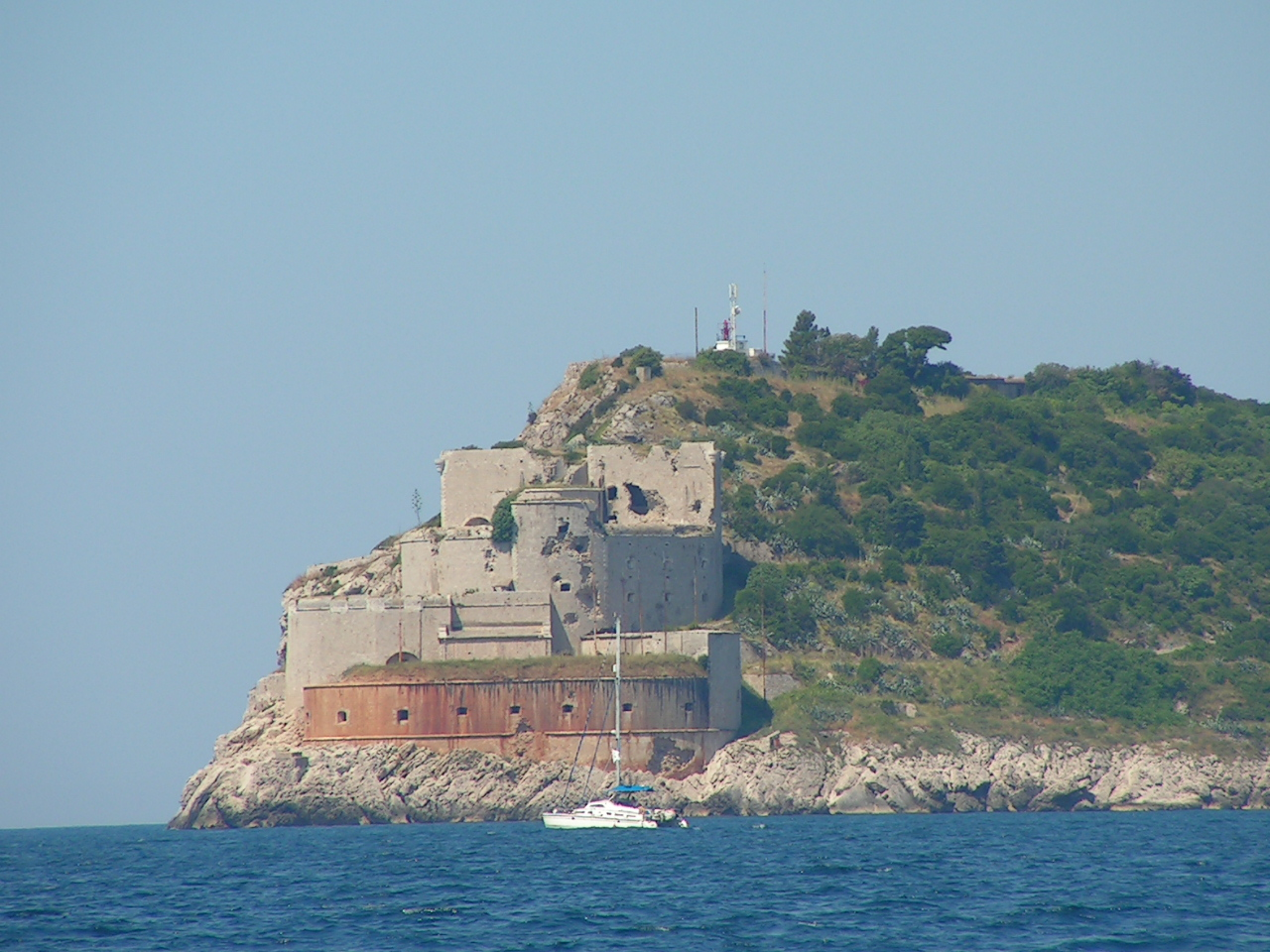
Oštrofästningen vid halvöns sydligaste spets, uppförd på 1850-talet av den dåvarande österrikiska administrationen.

Under Napoleonkrigen i början av 1800-talet drabbades området hårt. De från nordväst anlöpande franska styrkorna skulle i Dubrovnik drabba samman med de från sydöst kommande rysk-montenegrinska armén. Till havs stred de med den brittiska flottan. Särskilt hårt drabbades Konavle i juli och september 1809 då de rysk-montenegrinska styrkorna skövlade området. Sedan de rysk-montenegrinska armén dragit sig tillbaka ockuperades området av fransmännen som upplöste republiken Dubrovnik. Fransmännen hade intagit staden Dubrovnik 1806 och 1808 befästes ockupationen av den forna republikens landområden, däribland Konavle och Prevlaka. Halvön Prevlaka blev därefter en viktig fransk utpost från vilken fransmännen kunde bevaka den ryska flottans rörelser i Kotorviken. I oktober 1806 iscensatte den franska flottan en misslyckad attack mot ryssarna från Prevlaka. 
I samband med Frankrikes kapitulation övertogs halvön och området år 1813 av Österrike vilket bekräftades på Wienkongressen 1814–1815. Prevlaka och de områden som tidigare kontrollerats av den forna republiken Dubrovnik och som ockuperats av fransmännen kom därefter att ingå i den österrikiska provinsen Dalmatien. På 1850-talet lät österrikarna uppföra Oštrofästningen, ett försvarsverk på Oštroudden.

### Prevlaka i Jugoslavien
Efter första världskriget och Österrike-Ungerns upplösning år 1918 kom Prevlaka liksom övriga Kroatien att ingå i Serbernas, kroaternas och slovenernas kungarike, från år 1929 kallat Jugoslavien. Den administrativa indelningen av den nya staten skulle variera över tid men Prevlaka skulle framöver alltid komma att ingå i samma administrativa enhet som Dubrovnik. När den autonoma provinsen banatet Kroatien år 1939 skapades inom Jugoslaviens gränser ingick halvön i banatet. Bortsett en kort italiensk annektion som varade 1941–1943 respekterades gränserna som hade etablerats år 1419 och 1426. Halvöns strategiska betydelse bekräftades av de jugoslaviska myndigheterna som från år 1955 förbjöd allmänheten tillträde till Prevlaka. Den jugoslaviska armén lät bland annat uppföra radarstationer på halvön.

### Kroatiska självständighetskriget och territoriell dispyt
I samband med Jugoslaviens upplösning på 1990-talet uppstod en territoriell dispyt om halvön mellan Kroatien och dåvarande Förbundsrepubliken Jugoslavien bestående av Serbien och Montenegro. Dispyten handlade om vem som skulle ha kontroll över den strategiskt viktiga halvön.
I samband med belägringen av Dubrovnik i början av konflikten som följde på Kroatiens utträde ur Jugoslavien ockuperades hela Dubrovnik-området av den jugoslaviska armén då bestående av serbiska och montenegrinska styrkor. Kroatiska styrkor lyckades tillfälligt återerövra Prevlaka innan den återintogs av de serbisk-montenegrinska styrkorna. I september 1992 kom de båda sidorna överens om att Prevlaka skulle vara en demilitariserad zon. I oktober samma år stationerades en FN-styrka på halvön för att övervaka demilitariseringen. År 1996 bestod styrkan, då kallad United Nations Mission of Observers in Prevlaka (UNMOP), av 28 observatörer. År 2002 nådde parterna en överenskommelse om en tillfällig regim som innebar att kroatiska myndigheter tillsvidare skulle kontrollera halvön och i december 2002 lämnade de sista FN-soldaterna Prevlaka.
År 2006 upplöstes Serbien och Montenegro (den tidigare Förbundsrepubliken Jugoslavien). Frågan om Prevlaka blev då en dispyt mellan Kroatien och det självständiga Montenegro. Överenskommelsen från 2002 kvarstod och de båda parterna har senare kommit överens om att låta den internationella domstolen i Haag lösa dispyten. Dispyten är år 2015 ännu inte löst. 

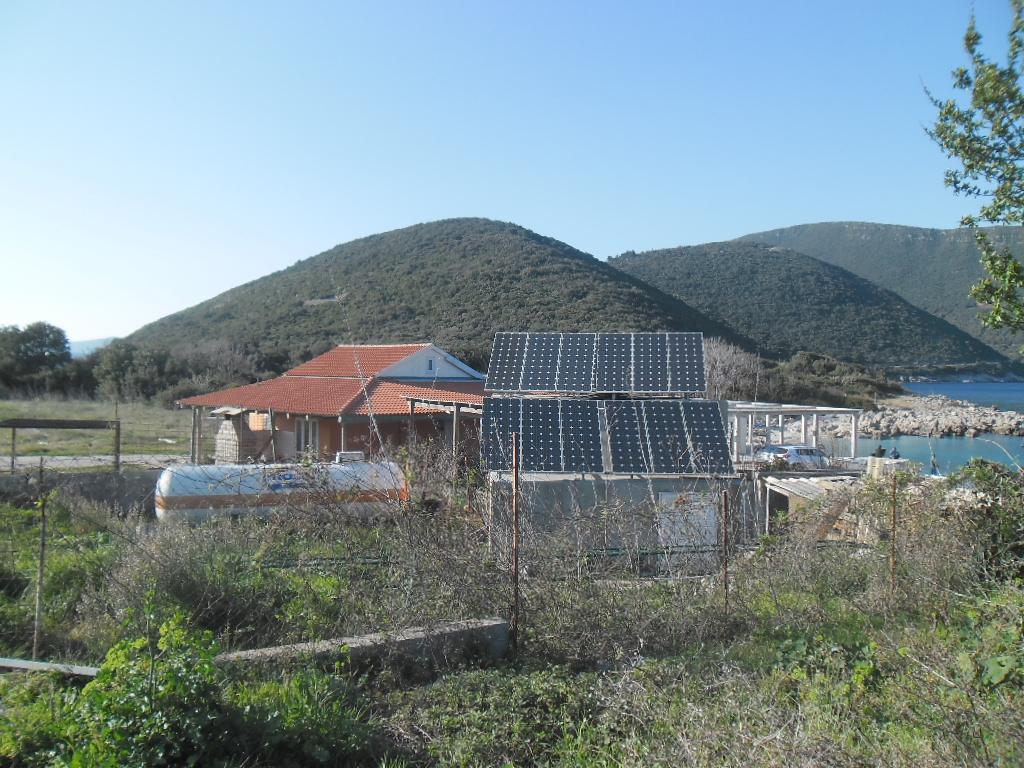
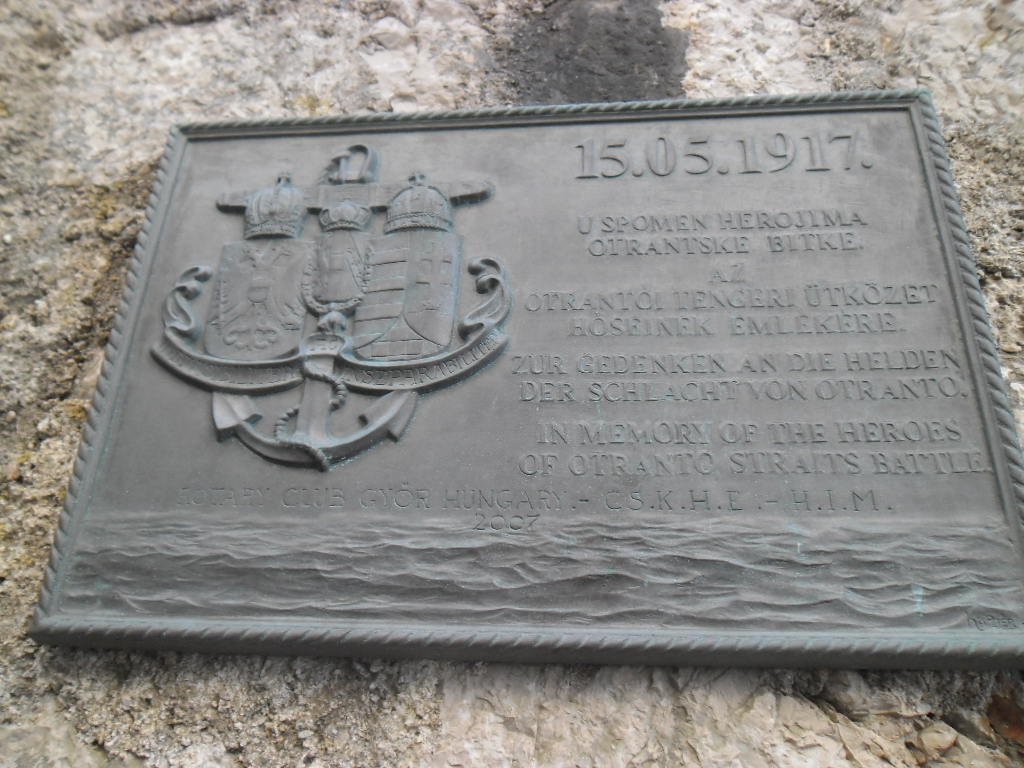
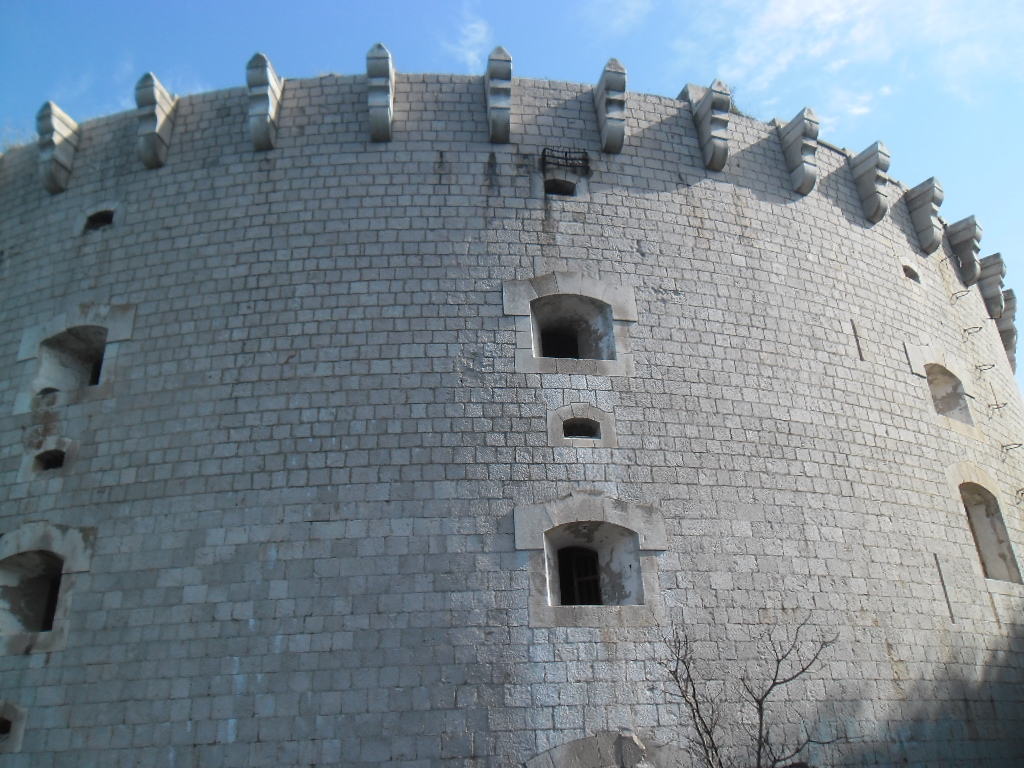
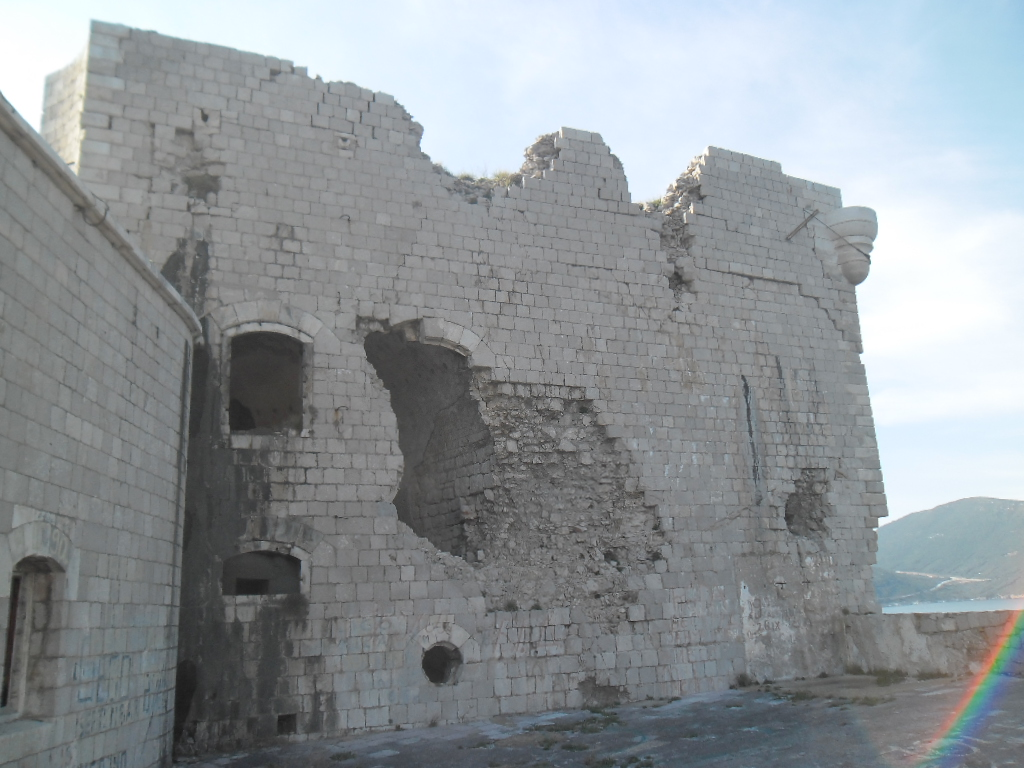
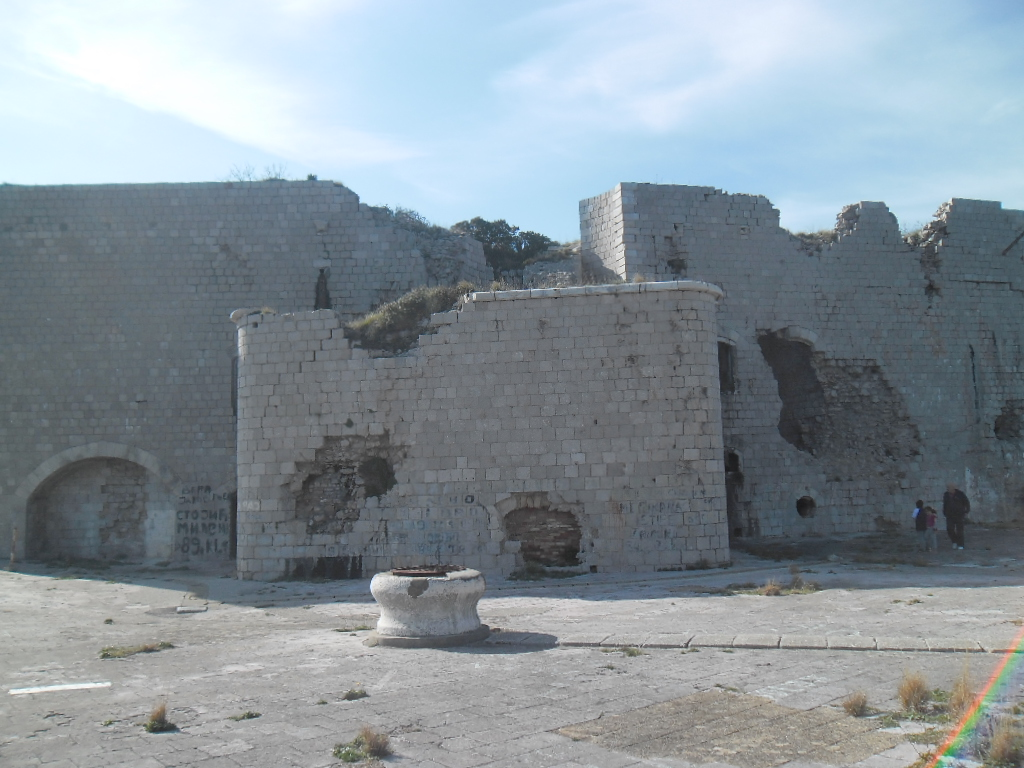
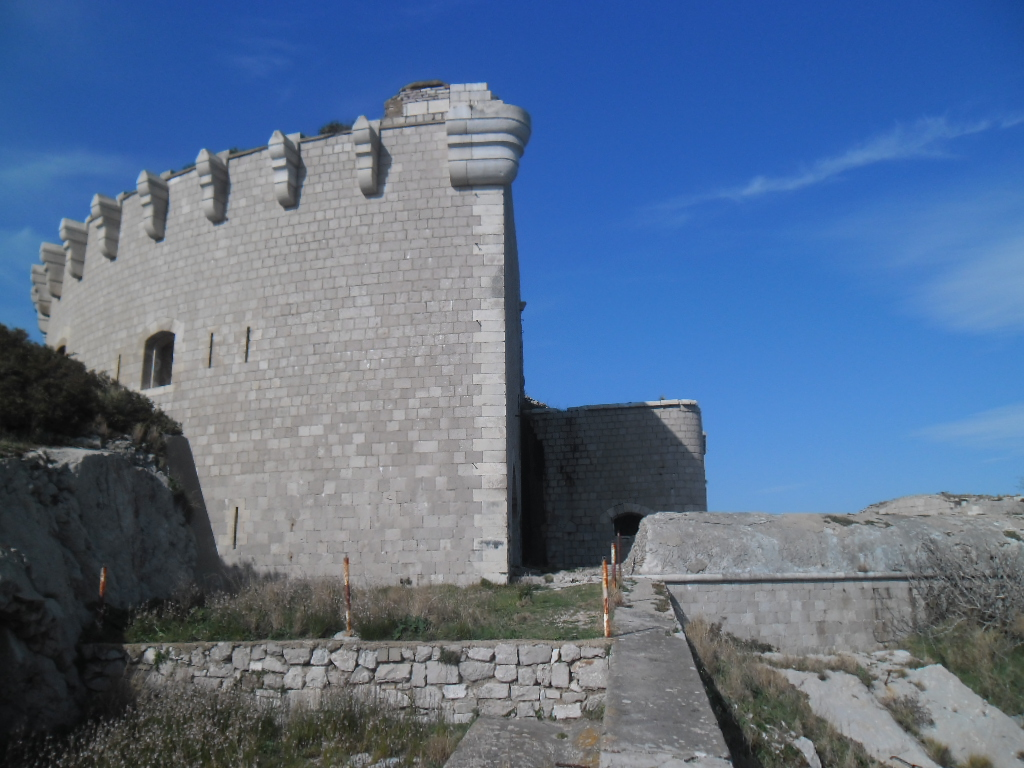
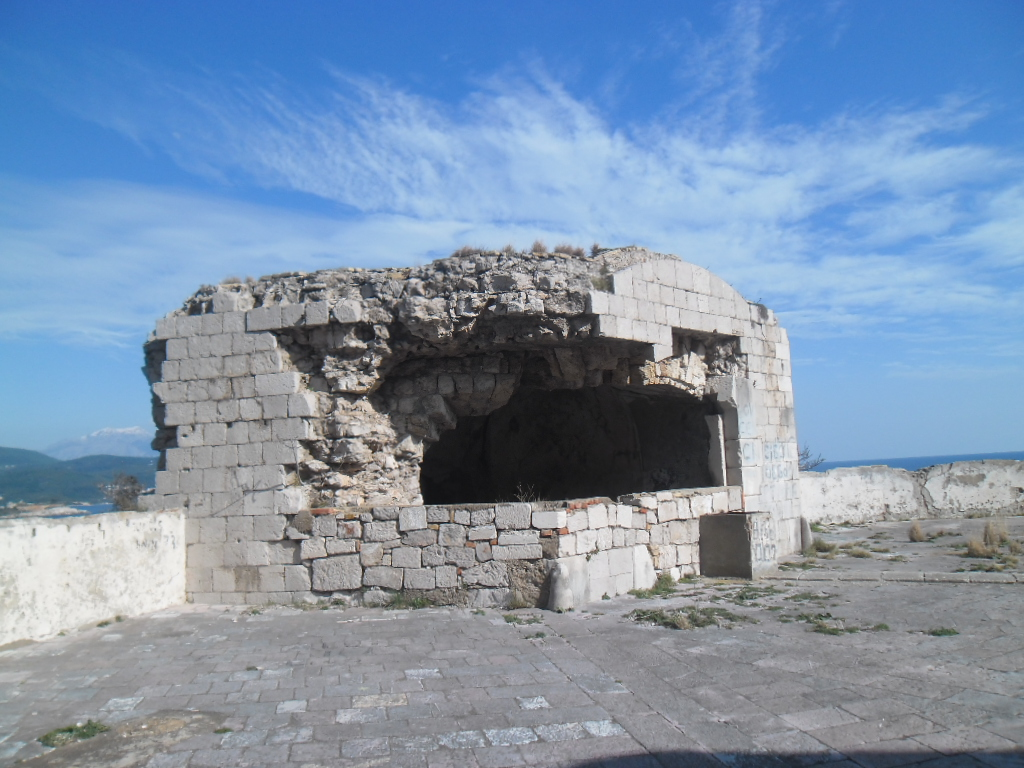
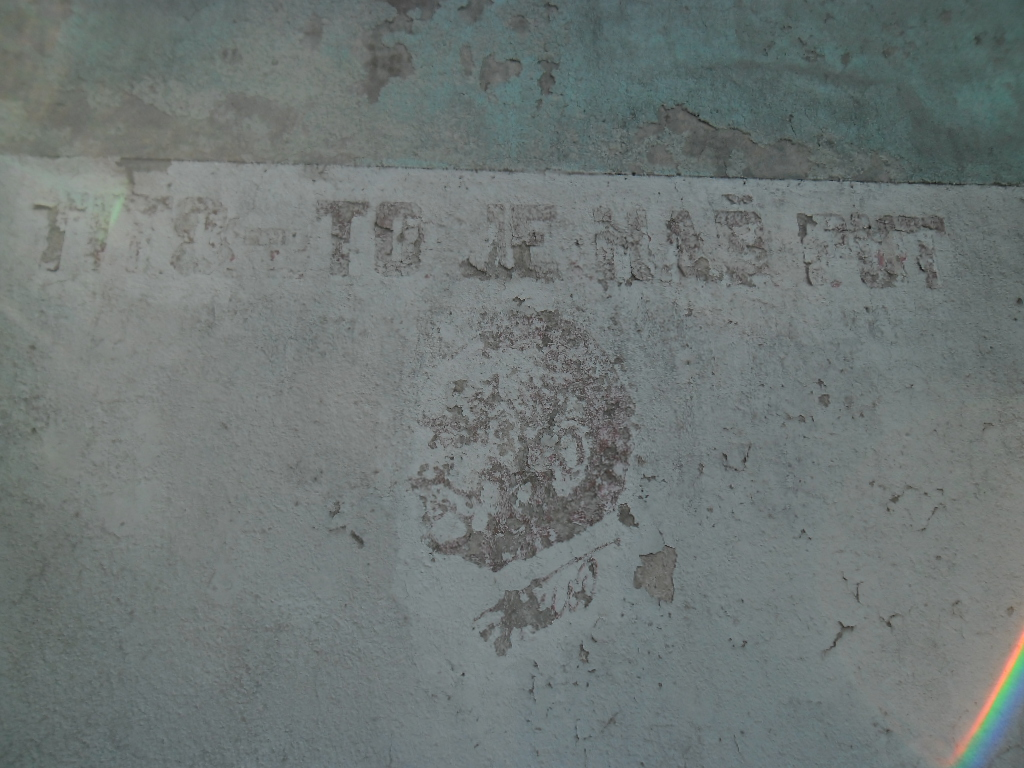
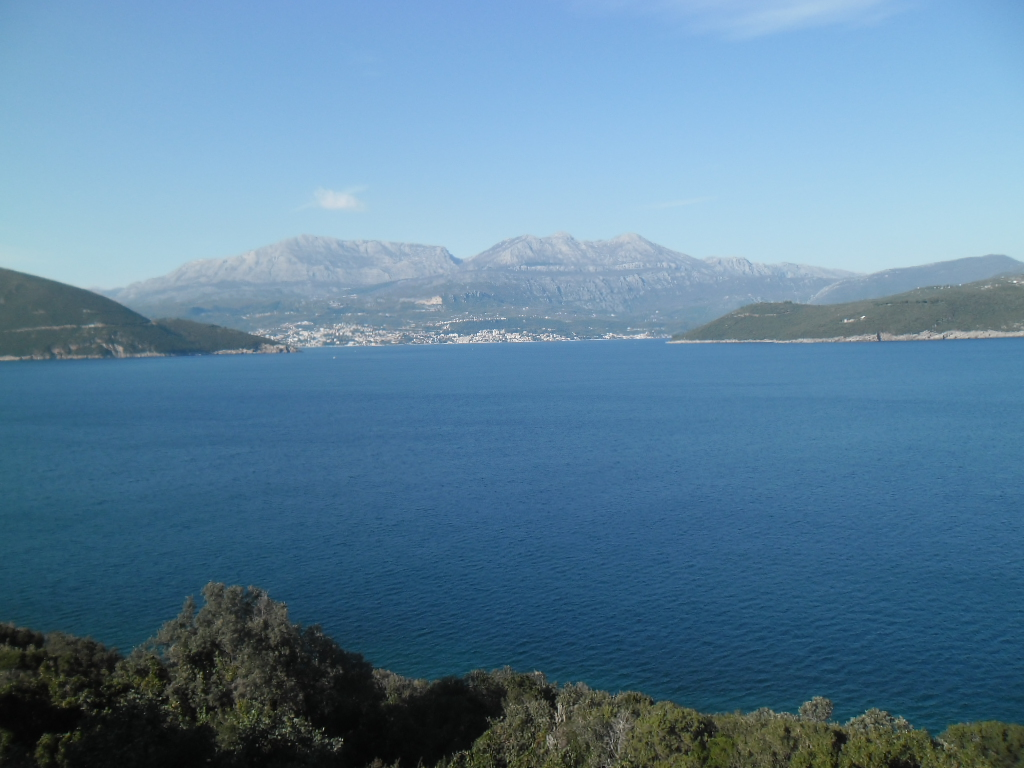
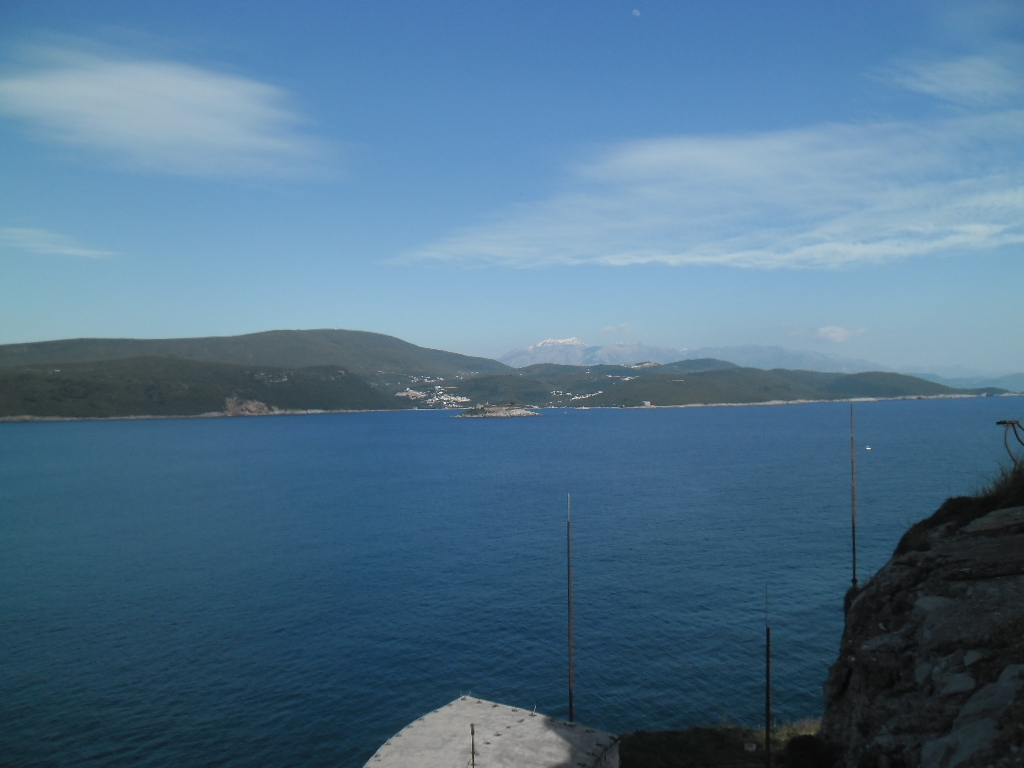

### Fotnoter
1. 1 2  Independent Balkan News Agency (engelska)
2. 1 2 3 4 5  Jović Mazalin, Sandra; Faričić, Josip (15 juni 2013). ”Geografske osnove društvenogospodarskoga vrednovanja poluotoka Oštre (Prevlake)” (på kroatiska) ( PDF). Ekonomska i ekohistorija 9/2013. Kroatiska förbundet för ekonomisk historia och miljöhistoria. sid. 150-165. http://hrcak.srce.hr/file/169478. Läst 29 januari 2015.
3. 1 2 3 4 5 6 7 8 9  Blake, Gerald Henry; Topolović, Duško (på engelska). The maritime boundaries of the Adriatic Sea. IBRU. sid. 42-43. ISBN 9781897643228. http://books.google.com/books?id=lLVFW0an7NUC&pg=PA42. Läst 1 februari 2015
4. 1 2 3   (på engelska) United States Participation in the United Nations, Report by the Secretary of State to the Congress for the Year 2002. United States Government Printing Office. sid. 36. ISBN 9780160515026. http://books.google.com/books?id=ongfYlmqfk8C&pg=PA36. Läst 1 februari 2015